# Drepanosauridae
De Drepanosauridae zijn een familie van bizarre uitgestorven reptielen die leefden tijdens het Carnien en Norien (Laat-Trias), tussen 230 en 210 miljoen jaar geleden. Ze behoren tot de Drepanosauromorpha.

## Naamgeving
De familie Drepanosauridae ontleent zijn naam aan het gelijknamige geslacht Drepanosaurus (nu ingedeeld in de onderfamilie Megalancosaurinae), wat 'sikkelhagedis' betekent, in verwijzing naar hun sterk gebogen klauwen.
Een familie Drepanosauridae is in 1992 benoemd door Berman & Reisz 1992.
Een klade Drepanosauridae werd in 1998 door Dilkes gedefinieerd als de groep bestaande uit de laatste gemeenschappelijke voorouder van Drepanosaurus, Dolabrosaurus en Megalancosaurus; en al zijn afstammelingen.

## Beschrijving
De Drepanosauridae hebben een sterk afwijkende bouw die eerst niet goed werd begrepen. Ze zijn vermoedelijk sterk aangepast aan een klimmende levenswijze met grijphanden, grijpvoeten en een hoge grijpstaart.
De verschillende soorten drepanosauriden worden gekenmerkt door gespecialiseerde en vreemd grijpende ledematen en vaak grijpende staarten, aanpassingen aan een boomleven. De hoge staart werd in 1992 gezien als een aanpassing aan een aquatisch leven. De wervels van de voorste rug zijn zeer hoog en vergroeid, wat eens door Feduccia verklaard werd als een aanpassing om glijvluchten uit te voeren.
Fossielen zijn gevonden in Arizona, New Mexico, New Jersey, Utah, Engeland en Noord-Italië.
Drepanosauriden vallen op door hun kenmerkende driehoekige schedels, die lijken op de schedels van vogels. Sommige drepanosauriden, zoals Hypuronector, hadden scherpe, tandeloze, vogelachtige snavels. Deze gelijkenis met vogels kan hebben geleid tot de mogelijke verkeerde toewijzing van een drepanosauride schedel aan de vermeende 'eerste vogel' Protoavis.

## Fylogenie
De Drepanosauridae zijn in de Simosauria geplaatst.